# داء اليرسنيات
داء اليرسنيات هو مرض معد تسببه بكتيريا من جنس يرسينيا تعيش في أمعاء الحيوانات والبشر. وتتجلى أعراض هذا المرض في الإصابة بألام في البطن والحمى والغثيان والقيء والإسهال. وتحدث العدوى من مرض يرسينيا القولون في معظم الأحيان لدى الأطفال الصغار.[بحاجة لمصدر] كما يعتقد أن العدوى تنتقل من خلال استهلاك منتجات اللحوم غير المطبوخة جيدا أو الحليب غير المبستر أو المياه الملوثة بالبكتيريا. كما ترتبط أحيانًا أيضًا بتناول بعض الأطباق مثل الأمعاء الدقيقة للخنزير.
في الولايات المتحدة تسبب معظم الالتهابات داء اليرسنيات بين البشر بواسطة يرسينيا القولون، كما يوجد نوع آخر لنفس جنس هذه البكتيريا يسبب مرض الطاعون وهي يرسينيا طاعونية.

## الأعراض
يمكن أن تسبب العدوى بمرض يرسينيا القولون مجموعة متنوعة من الأعراض اعتمادًا على عمر الشخص المصاب. وتتجلى الأعراض الشائعة بالنسبة للأطفال في الحمى وآلام البطن والإسهال، والتي غالبا ما تكون دموية. عادة ما تظهر الأعراض بعد 4 إلى 7 أيام من التعرض وقد تستمر من 1 إلى 3 أسابيع أو أكثر.
في الأطفال الأكبر سنا والبالغين، قد يكون الألم البطني الأيمن والحمى هي الأعراض السائدة، والتي يمكن خلطها غالبا مع التهاب الزائدة الدودية. في نسبة صغيرة من الحالات، يمكن أن تحدث مضاعفات مثل الطفح الجلدي، آلام المفاصل، التهاب اللفائفي، الحمامى العقدية، وأحيانًا تسمم الدم، التهاب المفاصل الحاد أو انتشار البكتيريا إلى مجرى الدم (تجرثم الدم).

## العلاج
يعد العلاج من التهابات المعدة والأمعاء غير ضروري في غالبية الحالات. إذ غالباً ما تتطلب العدوى الشديدة (تعفن أو جرثومة الدم) العلاج بواسطة المضادات الحيوية الثقيلة. من بينها الدوكسيسيكلين والأمينوغليكوزيد. وتشمل البدائل سيفوتاكسيم، الفلوروكينولونات والكوتريموكسازول.